# دانشگاه ساپورو
دانشگاه ساپورو (انگلیسی: Sapporo University) یک دانشگاه خصوصی در شهر ساپورو، ژاپن است که در سال ۱۹۶۷ تأسیس شد.